# Le Retour de la Chetron Sauvage
Albums de Renaud
Renaud chante Brassens
(1996) Paris-Provinces Aller/Retour
(1996)
Le Retour de la Chetron Sauvage est un album et vidéo et DVD live  de Renaud.
Il s'agit de l'enregistrement d'un concert au Zénith en 1986 sorti uniquement dans les intégrales de 1995 et 2003.

## Liste des morceaux
| No  | Titre                           | Durée |
| --- | ------------------------------- | ----- |
| 1.  | Trois matelots                  |       |
| 2.  | Si t’es mon pote                |       |
| 3.  | Pochtron !                      |       |
| 4.  | En Cloque                       |       |
| 5.  | Deuxième génération             |       |
| 6.  | Le retour de la Pépette         |       |
| 7.  | Baston !                        |       |
| 8.  | P’tite conne                    |       |
| 9.  | Medley : Dans mon HLM           |       |
| 10. | Hexagone                        |       |
| 11. | Je suis une bande de jeunes     |       |
| 12. | Les charognards                 |       |
| 13. | Ma chanson leur a pas plu       |       |
| 14. | Ma gonzesse                     |       |
| 15. | Laisse béton                    |       |
| 16. | Les Aventures de Gérard Lambert |       |
| 17. | It is not because you are       |       |
| 18. | Marche à l’ombre                |       |
| 19. | C’est mon dernier bal           |       |
| 20. | Baby–sitting blues              |       |
| 21. | Doudou s’en fout                |       |

## Musiciens
- Batterie : Amaury Blanchard
- Basse : Gérard Prévost
- Guitares : Yann Benoist, Yves Choir
- Accordéon : Jean-Louis Roques
- Piano : Hervé Lavandier
- Claviers : Thierry Tamain
- Chœurs : J.P. Pouret, Alain Labacci, Luc Bertin
- Direction orchestre : Jean-Philippe Goude